# Cyrtognatha orphana
Cyrtognatha orphana là một loài nhện trong họ Tetragnathidae.
Loài này thuộc chi Cyrtognatha. Cyrtognatha orphana được miêu tả năm 2009 bởi Dimitrov & Hormiga.